# Die Haut (Film)
Die Haut (Originaltitel: La pelle) ist ein Spielfilm von Liliana Cavani aus dem Jahr 1981 mit Marcello Mastroianni, Claudia Cardinale und Burt Lancaster in den Hauptrollen. Die italienisch-französische Koproduktion basiert auf dem gleichnamigen Roman von Curzio Malaparte.

## Handlung
Italien, 1943/44. Die Nazis haben Neapel nach starkem Widerstand der Bevölkerung aufgegeben. Die Alliierten marschieren ein und übernehmen die Stadt. US-Kommandant General Clark versucht, in der Stadt Neapel, in der es in den letzten Jahren des Zweiten Weltkriegs aufgrund von Armut und Hunger nurmehr ums nackte Überleben geht, Ordnung zu schaffen. Jeder muss zusehen, wie er seine eigene Haut retten kann. Die Frauen verkaufen sich als Prostituierte an die amerikanischen Besatzer und verdienen sich so ihr Essen. Sie sind aber nicht die einzigen, die ihre Haut verkaufen müssen. 
Da die US-Amerikaner sich danebenbenehmen, sind sie als Freunde auch nicht gerade willkommen …

## Kritiken
Prisma-Online bezeichnet den Film als „ein provokantes wie drastisches Kriegsdrama mit absoluter Starbesetzung, das sich eindringlich mit den Themen Ausbeutung und Erniedrigung beschäftigt.“

„Inszeniert nach Motiven des bekannten Skandalromans von Curzio Malaparte, gleitet der episodisch erzählende Film rasch in spekulativen Voyeurismus und effekthascherische Schockeffekte ab. Nur ansatzweise werden so Mechanismen und Motive bewußt gemacht.“

„Die Schonungslosigkeit bei der Präsentation von Gewalt und Grausamkeit, die ja eine der Qualitäten des Romans darstellt, wurde der Cavani von den meisten Kritikern als Spekulation und Zynismus ausgelegt – nur wenige Stimmen fanden lobende Worte für das über zwei Stunden lange Werk, das in der BRD bezeichnenderweise nur in einer um zwanzig Minuten gekürzten Fassung zu sehen war. Auch unter der Synchronisation leidet der Film, dessen Vielsprachigkeit im Original einen großen Reiz ausmacht.“